# 여름비 (비디오 게임)
《여름비》(일본어: 夏ノ雨 나츠노아메[*])는 일본의 게임 제작사 CUFFS에서 제작한 에로 비디오 게임이다. 2009년 9월 25일에 발매되었다.

## 등장인물
- 주인공
  - 사쿠라이 소스케
- 히로인
  - 세가와 리카코
  - 미야자와 미도리
  - 이토 히나코
  - 시노오카 미사
- 조연
  - 사쿠라이 나츠코
  - 사쿠라이 토모미
  - 타케다 카즈시
  - 무라이 코스케
  - 니시무라 카나
  - 카츠라기 치에
  - 스야마 나가토
  - 시노오카 네네

## 주제가
주제가 〈Platonic syndrome〉
- 작·편곡: 안제 히지리 / 노래: Duca

엔딩 테마 〈Love letter〉
- 작·편곡: 안제 히지리 / 노래: Duca